# Paróquia São Sebastião (São Sebastião do Rio Preto)
A Paróquia São Sebastião é uma circunscrição eclesiástica católica brasileira sediada no município de São Sebastião do Rio Preto, no interior do estado de Minas Gerais. Faz parte da Diocese de Itabira-Fabriciano, estando situada na Região Pastoral I. Foi criada em 7 de julho de 2001.